# 卡路·古迪仙尼
卡洛·库迪奇尼（Carlo Cudicini，1973年9月6日—），意大利足球運動員，擔任守門員，於2009年由效力長達10年的英超球隊切尔西免費轉投熱刺，及後轉投美職洛杉磯銀河。

## 生平

### 球會
古迪仙尼出生於盛產有名門將的意大利。库迪奇尼的父親也是門將，效力AC米蘭，而库迪奇尼也克紹箕裘，效力AC米蘭（1991-95年），之後轉至意甲上游份子的之一的拉素（1996-97年），可是並不得意，轉會卡斯圖迪辛盧（1997-99年），後來車路士於1999年從意大利丙組聯賽球會以13萬英鎊使該意大利門將從見天日，库迪奇尼本來擔任前車路士門將迪高爾的後備。
到了2000/01年的英超，前「藍戰士」領隊雲尼亞里更把他提拔為正選門將。自此之後，库迪奇尼出色的表現使他成為必然正選。他曾兩次獲得英超最佳門將，但表現實際上一直被評為並不穩定。故當2004/05年球季，車路士簽入年青鋼門施治後，捷克青年的神勇表現令库迪奇尼上陣之機會大減。如在2005/06年球季中，他主要於本土盃赛上阵。
2009年1月26日自由轉會加盟熱刺。2009年11月12日古迪仙尼在其在倫敦寓所附近駕駛摩托車發生嚴重意外，據報其雙腕斷骨及撞傷骨盆，在東倫敦醫院留院觀察。
2012年12月31日美國職業足球大聯盟球會洛杉磯銀河與英超球會熱刺達成協議免轉會費簽入古迪仙尼，但要收妥轉會証書、辦妥工作簽證及經體能測驗才能作實。
库迪奇尼于2014年1月26日被洛杉磯銀河释出。

### 國家隊
古迪仙尼曾代表義大利U16、U18及U21參加國際賽，惟僅於2002年代表大國腳上陣1次對土耳其。

## 榮譽

### 球隊

#### AC米蘭
- 歐洲聯賽冠軍盃亞軍：1993年

#### 車路士
- 英格蘭足總盃冠軍：2000年、2007年
- 英格蘭社區盾冠軍：2000年、2005年
- 歐洲聯賽冠軍盃亞軍：2008年
- 英格蘭超級足球聯賽亞軍：2003-04年
- 英格蘭足總盃亞軍：2002年
- 英格蘭社區盾亞軍：2007年
- 英格蘭聯賽盃亞軍：2008年

### 個人
- ITV金手套獎全年最佳門將：2003年
- 車路士年度最佳球員：2002年

## 外部連結
- 足球数据库：库迪奇尼的球员统计数据
- 库迪奇尼 （页面存档备份，存于）於洛杉磯銀河簡歷
- 库迪奇尼官方網站 （页面存档备份，存于）
- 雅虎體育：库迪奇尼